# Основна теорема аритметике
Основна теорема аритметике или „теорема о јединственој факторизацији” јесте тврђење да сваки природан број већи од 1 је или прост број или се може на јединствен начин представити као производ простих бројева, до нивоа редоследа чинилаца. На пример
1200 = 24 × 31 × 52 = 3 × 2 × 2 × 2 × 2 × 5 × 5 = 5 × 2 × 3 × 2 × 5 × 2 × 2 = итд.
односно, прво је значајно да се број 1200 може представити као производ простих бројева, и друго то су увек искључиво четири двојке, једна тројка и две петице (евентуално у другачијем распореду).
Сваки природан број {\displaystyle n>1} је могуће написати као {\displaystyle n=p_{1}\cdot \dots \cdot p_{k}}, где је {\displaystyle p_{1},\dots ,p_{k}} — прост број, при чему је таква презентација тачна до редоследа чинилаца.
{\displaystyle \forall n\in \mathbb {N} ,n=p_{1}^{d_{1}}\cdot p_{2}^{d_{2}}\cdot \dots \cdot p_{k}^{d_{k}}=\prod _{i=1}^{k}p_{i}^{d_{i}},} где су {\displaystyle p_{1}<p_{2}<\dots <p_{k}} — прости бројеви, и {\displaystyle d_{1},\dots ,d_{k}} — природни бројеви.
Важно је приметити да се број 1 не третира као прост број, јер факторизација више не би била једнозначна, као код 2 = 2×1 = 2×1×1 = ...

## Основна теорема
Прости бројеви, односно прим-бројеви су они који имају само два тачна делиоца: јединицу и самог себе. То је случај са 2, 3, 5, 7, 11, 13,17, 19, 23, .... По конвенцији сматра се да 1 није прост број. Простих бројева има бесконачно много, али што даље напредујемо у скупу природних бројева, то их све ређе налазимо: између 1 и 10 имамо 4 проста броја, што чини 40%; између 1 и 100 има 25 простих бројева, тј. 25%; између 1 и 1000 има их 144, дакле 14,4%; ...; између 1 и милијарду (109), има их 48 254 942, тј. мање од 4,8%. Управо они, прости бројеви, су и највећа загонетка аритметике. У то се можемо уверити на сваком кораку. 
ПримерПрости бројеви су близанци ако им је разлика два (близанци су 3 и 5, или 4001 и 4003). Питање без одговора у данашњој математици је: има ли близанаца бесконачно или не?
Ипак, још пре пар хиљада година Еуклид је доказао основно правило аритметике: сваки природан број је или прост број или је производ простих бројева. У савременој формулацији основни став аритметике гласи: сваки природан број може се представити у облику производа простих фактора и његово представљање је јединствено до поретка фактора. То ће бити речено још прецизније у теореми 2, у низу од три наредне теореме.

### Фактори
Теорема 1Ако је n природан број, онда је n производ простих фактора.
ДоказЗа прост број n тврђење важи очигледно, он је производ јединице и самог себе. Тврђење свакако важи за бројеве n = 1, 2, 3 и можда за још неке. Претпоставимо да тврђење важи за све сложене бројеве мање од n. Ако је и број n сложен број, тада постоји цео број c такав да је 1<c<n, c|n (ово последње читамо "c дели n", што значи да је број n дељив бројем c). Означимо са m најмањи од поменутих бројева c. Такав m не може бити сложен број, јер би тада постојао цео број k, такав да је 1<k<m, k|m, што би значило и k|n. Међутим, то је контрадикција са претпоставком да је m најмањи природан број који је делитељ од n. Дакле, број m је прост број. Означимо га са p1. Тада мора бити n=p1n1, где је 1<n1<n. Математичка индукција ће даље дати да се и број n1 може затим факторисати. Према томе, може се факторисати и полазни број n. Крај доказа.
Пример 1У самопослузи се јаја продају у паковањима од по дванаест јаја. Свако од тих паковања можемо распаковати у по три мања пакета са по четири јајета, зато што је број 12 дељив са 3 и са 4, тако да је 3х4=12.
Пример 2Да бисмо раставили неки број на просте чиниоце поступно ћемо проверавати да ли је дељив са два, са три, са пет, и редом са простим бројевима. За то можемо користити критеријуме дељивости. Рецимо, 156=2х78=2х2х39=2х2х3х13. Дакле, 2, 2, 3, 13 су прости бројеви, фактори броја 156.
Критеријуми дељивостиброј је дељив са 2 ако се завршава са нулом или парном цифром;
дељив је са 3, ако је збир цифара дељив са 3;
са 5 ако се завршава нулом или петицом;
број је дељив са 11 ако је збир цифара тог броја на непарним позицијама одузет од збира његових цифара на парним позицијама једнак нули или је дељив са 11.

### Канонски облик
Групишући једнаке просте факторе броја n, онда се природан број може представити у облику
{\displaystyle n=\prod _{i=1}^{k}p_{i}^{\alpha _{i}},} где је {\displaystyle p_{1}<p_{2}<...<p_{k},\;\alpha _{i}>0,\;i=1,2,...,k.} Такво представљање називамо канонски облик броја n.
Теорема 2Сваки природан број има јединствен канонски облик.
ДоказНа основу теореме 1 канонско представљање постоји, а канонски облик простог броја је, очигледно, јединствен. За остале бројеве, доказ изводимо свођењем на контрадикцију. Претпоставимо да постоји природан број који се може представити у канонском облику на два различита начина. Нека је n најмањи такав број {\displaystyle n=p_{1}p_{2}...p_{k}=q_{1}q_{2}...q_{m}.} Ниједан од бројева p не може се појавити у обе канонске репрезентације броја n због претпоставке о минималности n. Бројеве је увек могуће поредати по величини и рецимо {\displaystyle p_{1}\leq p_{2}\leq ...\leq p_{k},\;q_{1}\leq q_{2}\leq ...\leq q_{m}.} За просте факторе {\displaystyle p_{1}} и {\displaystyle q_{1}} важи {\displaystyle p_{1}\neq q_{1},} па можемо узети да је {\displaystyle p_{1}<q_{1}.} Нека је {\displaystyle u=p_{1}q_{2}...q_{m}.} Из {\displaystyle p_{1}|u,p_{1}|n} следи {\displaystyle p_{1}|(n-u),} где је {\displaystyle n-u=(q_{1}-p_{1})q_{2}...q_{m}>1.} Дакле број n-u може се написати у облику {\displaystyle n-u=p_{1}t_{1}...t_{h},} где су {\displaystyle t_{i}} прости бројеви, за {\displaystyle i=1,2,...,h.} Међутим, из {\displaystyle q_{1}-p_{1}>1} повлачи растављање на просте факторе, на пример {\displaystyle q_{1}-p_{1}=r_{1}r_{2}...r_{s},} па следи другачији запис броја {\displaystyle n-u=r_{1}r_{2}...r_{s}q_{.}..q_{m},} где нема простог фактора {\displaystyle p_{1}.} То произилази из {\displaystyle p_{1}\neq q_{i},i=1,2,...,m,} и са друге стране {\displaystyle p_{1}\neq r_{j},j=1,2,...,s,} јер {\displaystyle p_{1}} није делитељ од {\displaystyle q_{1}-p_{1}.} Дакле број n-u има две различите факторизације, јер само једна од њих садржи прост фактор {\displaystyle p_{1}.} То важи и у случају када је {\displaystyle q_{1}-p_{1}=1.} Међутим, {\displaystyle 1<n-u<n,} а то је у контрадикцији са претпоставком о минималности броја n. Дакле, не постоји цео број већи од 1 који се може на два начина представити у канонском облику. Крај доказа.

То је основна теорема аритметике. Постоји много различитих доказа ове теореме и ниједан није тривијалан, јер се на крају ослања на посебности скупа природних бројева у односу, рецимо на његове затворене подскупове. На пример, скуп парних бројева је подскуп скупа свих природних бројева N и такође је затворен на операције сабирања и множења, као и N. Парни бројеви који при дељењу са 4 дају остатак 2, то су бројеви облика 4k+2, називају се парно-прости. Сваки паран број може се представити у облику производа парно-простих бројева. Међутим, разлагање на парно-просте факторе није увек јединствено. Број 360 може се факторисати на парно-просте бројеве на више начина: 2x2x90=2x6x30=2x10=6x6x10.

### Репрезентације
Теорема 3Нека су бројеви c и n дати у канонском облику
{\displaystyle c=\prod _{i=1}^{k}p_{i}^{\gamma _{i}},\quad n=\prod _{i=1}^{k}p_{i}^{\beta _{i}}.}
Тада је {\displaystyle c|n\,} ако и само ако је {\displaystyle 0\leq \gamma _{i}\leq \beta _{i},} за {\displaystyle i=1,2,...,k.\,}
ДоказСледи из {\displaystyle n=cm,\;m=\prod _{i=1}^{k}p_{i}^{\alpha _{i}},} где је {\displaystyle \alpha _{i}=\beta _{i}-\gamma _{i},i=1,2,...,k.\,} Крај доказа.